# شاكر المعداوي
شاكر بهي الدين المعداوي (18 يوليو 1944 - 7 سبتمبر 2011) هو مصور وفنان تشكيلي مصري، شارك في العديد من المعارض المحلية والدولية.

## حياته
ولد شاكر المعداوي في قرية معدية مهدي في مدينة كفر الشيخ عام 1944، أكمل دراسته الأساسية والثانوية فيها، بعدها قرر الانتقال الى مدينة الإسكندرية ليدرس في كلية الفنون الجميلة، تتلمذ على ايدي رواد الحركة التشكيلية المصرية، حصل على شهادة البكالوريوس في قسم التصوير من كلية الفنون الجميلة في جامعة الإسكندرية عام 1967، سافر الى روما ليلتحق بأكاديمية الفنون الجميلة، تتلمذ على يد الفنان فرانكو ليحصل على شهادة الدبلوم العالي منها عام 1978.

## عضوية ومناصب
- انتدب لتدريس مادة التصوير بكلية التربية النوعية عام 1995.
- انتدب لتدريس المهارات اليدوية والفنية وتذوق الفنون التشكيلية لشعبة الطفولة عام 1997.
- عين مدرس في قسم التصوير والرسم بكلية التربية النوعية بكفر الشيخ عام 1998.
- أستاذ متفرغ في قسم التصوير والرسم وتاريخ تذوق الفنون في كليتي التربية النوعية والتربية العامة بجامعة طنطا فرع كفر الشيخ.

## الجوائز
- الميدالية الذهبية في معرض الفنانين الشبان بالإسكندرية 1969.
- جائزة الرسم، التصوير في المعرض العام الثالث عشر للفنون التشكيلية 1983.
- الجائزة الأولى في معرض عيد العريش القومي 1983.
- الجائزة الأولى في مسابقة من وحي الطبيعة المصرية 1986.
- الجائزة الأولى لاحسن غلاف لكتب الاطفال من المركز القومي لثقافة الطفل 1989.
- الجائزة الثانية في معرض الفنانين الشبان الاجانب الدارسين بإيطاليا - روما 1976.
- جائزة التصوير في المعرض الدولي للفنون التشكيلية بمدينة بالغرا ـ إيطاليا 1978 .

## المعارض
شارك في العديد من المعارض الخاصة والجماعية منها:
- معرض بقاعة قصر ثقافة الحرية - الإسكندرية عام 1974 .
- معرض بقاعة المركز الثقافي لأبناء مقاطعة بوكونيا الإيطالية في عام 1976 و1977.
- ـ معرض بقاعة آرت ستينا - روما 1977، 1978.
- ـ معرض بالمركز المصري للتعاون الثقافي الدولي ( الدبلوماسيين الأجانب ) - الزمالك 1994.
- - معرض بقاعة بيكاسو 2003.
- - معرض (من وحي البرلس.. بلطيم) بقاعة (دروب) عام 2009.
- - معرض (استيعادي) - المهندسين أغسطس 2010.
- - معرض بعنوان (جنين في رحم المكان) بقاعة (حامد عويس) بمتحف الفنون الجميلة بالإسكندرية يناير 2016.

## وفاته
توفي شاكر المعداوي في 7 سبتمبر 2011 عن عمر يناهز 66 عاماً، بعد صراع طويل مع المرض.